# Polnočni poljub in največje uspešnice
Polnočni poljub in največje uspešnice je kompilacija največjih uspešnic skupine Magnet. Na njej je zbranih dvanajst hitov s prvih štirih kaset, ter šest na novo izdanih pesmi (»Super - mix«, »Polnočni poljub«, »Ti si zame rojena«, »Ne jouči oče«, »Zapojmo pajdaši« in nekoliko spremenjena »Jutri sin slovenski bo vojak«).

## Seznam pesmi
| Št. | Naslov                                   | Dolžina |
| --- | ---------------------------------------- | ------- |
| 1.  | „Super - mix‟                            |         |
| 2.  | „Polnočni poljub‟                        |         |
| 3.  | „Ti si zame rojena‟                      |         |
| 4.  | „Ne jouči oče‟                           |         |
| 5.  | „Jutri sin slovenski bo vojak‟           |         |
| 6.  | „Zapojmo pajdaši‟                        |         |
| 7.  | „Danes je tvoj rojstni dan‟              |         |
| 8.  | „Oženil se bom‟                          |         |
| 9.  | „Ona miga‟                               |         |
| 10. | „Pijmo ga, pijmo‟                        |         |
| 11. | „Monika‟                                 |         |
| 12. | „Prstan poklanjam ti‟                    |         |
| 13. | „Vsi so venci vejli‟                     |         |
| 14. | „Bodi srečna Julija‟                     |         |
| 15. | „Poljubi me nežno‟                       |         |
| 16. | „Nasvidenje in srečno pot‟               |         |
| 17. | „Vzemi solzo za spomin (s Simono Weiss)‟ |         |
| 18. | „Ne odhajaj še‟                          |         |